# M/T Dubrovnik
M/T Dubrovnik je trajekt za međunarodne i dužobalne linije koji je bio u sastavu flote hrvatskog brodara Jadrolinije a pretežno je plovio na linijama između Hrvatske i Italije, i to je najčešće linija iz Dubrovnika za Bari. Izgrađen je 1979. u Irskoj, za britanskog naručitelja. U povijest 3 puta je promijenio vlasnika i 4 puta naziv. Jadrolinija ga je kupila 1996.
M/T Dubrovnik je bio kapaciteta 1300 osoba i 300 vozila. Sadrži 149 kabina s ukupno 459 kreveta i 384 avio sjedala. Također tu je i restoran sa 135 mjesta, restoran za samoposluživanje s 224 mjesta, slastičarnica, bar-kavana (274 mjesta), video prostorija, kino prostorija s 96 mjesta, dječji prostor, prostor za trgovinu.
Jadrolinija ga je 2023 godine prodala Grčkom brodaru A-Ships te trenutno plovi pod imenom MF Prince.[nedostaje izvor]

## Vanjske poveznice
|  | Zajednički poslužitelj ima još gradiva o temi M/T Dubrovnik |